# Lerma (Italie)
Pour les articles homonymes, voir Lerma.
Lerma est une commune de la province d'Alexandrie dans le Piémont en Italie.

## Administration
| Période                                  | Période  | Identité      | Étiquette | Qualité |
| ---------------------------------------- | -------- | ------------- | --------- | ------- |
| 14 juin 2004                             | En cours | Massimo Arata |           |         |
| Les données manquantes sont à compléter. |          |               |           |         |

### Hameaux
Mascatagliata

### Communes limitrophes
Bosio, Casaleggio Boiro, Castelletto d'Orba, Montaldeo, Silvano d'Orba, Tagliolo Monferrato